# Tenuazonsäure
Tenuazonsäure ist ein Schimmelpilzgift (Mykotoxin), das im Wesentlichen von Schimmelpilzen der Gattung Alternaria gebildet wird. Tenuazonsäure ist ein Vertreter aus der Stoffgruppe der Tetramsäure-Derivate.
Die systematische chemische Bezeichnung für das chirale Molekül lautet (2S)-4-Acetyl-2-[(2S)-butan-2-yl]-5-hydroxy-1,2-dihydropyrrol-3-on, häufig wird jedoch auch L-Tenuazonsäure oder die Abkürzung L-TA verwendet.

## Geschichte
Tenuazonsäure wurde erstmals im Jahre 1958 aus einem Extrakt einer Alternaria-alternata-Kultur (in älterer Literatur: Alternaria tenuis) isoliert. Die Aufklärung der Molekularstruktur erfolgte ein Jahr später.

## Vorkommen
Tenuazonsäure wird hauptsächlich von Schimmelpilzen der Gattung Alternaria gebildet. Allerdings produzieren auch Piricularia orycae und Phoma sorghina dieses Mykotoxin.

## Biosynthese
Durch Experimente mit 14C-markiertem Acetat wurde nachgewiesen, dass Tenuazonsäure in Alternaria alternata aus einem Molekül L-Isoleucin und zwei Molekülen Acetat biosynthetisiert wird.

## Biologische Bedeutung und Toxizität
Tenuazonsäure hat cytotoxische, antibakterielle, antivirale und phytotoxische Eigenschaften. Die biologische Aktivität der Tenuazonsäure ist laut In-vivo- bzw. In-vitro-Studien auf die Inhibierung der Proteinbiosynthese zurückzuführen, wobei die Freisetzung neu gebildeter Proteine aus den Ribosomen unterdrückt und der Einbau neuer Aminosäuren in Proteine verhindert wird.
Bei Pflanzen führt die Hemmung der Protein- und Nucleinsäure-Biosynthese zu Blattfäule und Braunfleckenkrankheit. Bei jungen Hühnchen bewirkte die perorale Gabe von 1,25 mg Tenuazonsäure pro Kilogramm Körpergewicht über 3 Wochen hinweg deutliche Organschäden. Die LD50 beträgt bei oraler Gabe bei Mäusen 225 mg/kg; bei intravenöser Gabe wurden Werte von 125 mg/kg (Mäuse) und >50 mg/kg (Affen) ermittelt.

## Vorkommen in Lebensmitteln
Wegen des weit verbreiteten Vorkommens von Alternaria spp. auf zur Lebensmittelproduktion verwendeten Pflanzen, lässt sich häufig auch das von diesem Schimmelpilz der Klasse Dothideomycetes (Schlauchpilz) gebildete Mykotoxin Tenuazonsäure in verschiedenen Lebensmitteln nachweisen.
Die folgende Liste gibt einen Überblick über die Lebensmittel, in denen Tenuazonsäure bisher schon nachgewiesen wurde:
| Lebensmittel     | Mittlerer Gehalt an Tenuazonsäure |
| ---------------- | --------------------------------- |
| Getreide         | 1000–8000 µg·kg−1                 |
| Getreideprodukte | 50 µg·kg−1                        |
| Bier             | 11 µg·kg−1                        |
| Tomatenprodukte  | 50–60 µg·kg−1                     |

In Babynahrung wurden nur sehr geringe Gehalte an Tenuazonsäure gefunden. Eine Ausnahme stellen hierbei Produkte auf der Basis von Hirse dar, die sehr hoch mit Tenuazonsäure belastet waren (130 – 1200 µg/kg). Die Ursachen dieser Kontamination und die Relevanz für die Gesundheit des Verbrauchers können im Moment auf Grund der unklaren Datenlage zur Toxikologie von Tenuazonsäure allerdings nicht beurteilt werden.

## Grenzwerte
Der Gesetzgeber hat noch keine Grenzwerte für Tenuazonsäure erlassen.

## Analytik
Die Analytik von Tenuazonsäure kann durch chromatographische Methoden wie Dünnschichtchromatographie (DC), Gaschromatographie (GC) und Hochleistungsflüssigkeitschromatographie (HPLC) erfolgen, wobei die letztere Analysentechnik stark bevorzugt wird. Allerdings ist die HPLC-Analytik von Tenuazonsäure prinzipiell dadurch limitiert, dass Tenuazonsäure auf Grund ihrer stark sauren und komplexbildenden Eigenschaften sehr schlechte chromatographische Eigenschaften aufweist. Durch den Zusatz von Zinksulfat oder anderen modifizierenden Zusätzen zur mobilen Phase kann dies kompensiert werden. Da diese Additive bei Verwendung eines Massenspektrometers als Detektor (LC-MS) nicht geeignet sind, bietet sich in diesen Fällen die Derivatisierung von Tenuazonsäure als 2,4-Dinitrophenylhydrazon an. Diese Derivatisierung ermöglicht eine sichere und präzise Bestimmung von Tenuazonsäure in Lebensmitteln mittels HPLC gekoppelt mit Tandem-Massenspektroskopie (LC-MS/MS). Matrixabhängige Schwankungen bei der Derivatisierung oder Ionisierung in der Ionenquelle des Massenspektrometers können am besten durch Verwendung eines stabilisotopenmarkierten internen Standards im Rahmen einer Stabilisotopenverdünnungsanalyse (SIVA) kompensiert werden. Für Tenuazonsäure wurde dies unter Verwendung von [13C6,15N]-Tenuazonsäure durchgeführt.
Ein vielversprechender Ansatz zur direkten LC-MS/MS-Analyse von Tenuazonsäure unter Verzicht auf Derivatisierung arbeitet mit dem Zusatz von Ammoniumhydrogencarbonat zur mobilen Phase (pH 7,5), einer entsprechend geeigneten stationären Phase, [13C2]-markierter Tenuazonsäure als internem Standard und unter Verwendung der QuEChERS-Methodik zur Probenvorbereitung.
Tenuazonsäure kann auch durch immunochemische Nachweistechniken analysiert werden. Für Apfel- und Tomatenprodukte wurde dafür ein Enzyme-linked Immunosorbent Assay (ELISA) entwickelt.
In Proben, die sehr hoch mit Tenuazonsäure kontaminiert waren, konnten neben Tenuazonsäure selbst auch verwandte Verbindungen, die sich von den Aminosäuren Valin und Leucin ableiten, nachgewiesen werden.